# Araneus workmani
Araneus workmani este o specie de păianjeni din genul Araneus, familia Araneidae. A fost descrisă pentru prima dată de Keyserling, 1884. Conform Catalogue of Life specia Araneus workmani nu are subspecii cunoscute.